# Dick Kazmaier
Richard William Kazmaier Jr. (Maumee, 23 novembre 1930 – Boston, 1º agosto 2013) è stato un giocatore di football americano statunitense che ha giocato nel ruolo di halfback per l'Università di Princeton vincendo Heisman Trophy, il massimo riconoscimento individuale a livello universitario.

## Carriera
Come halfback, kicker e quarterback, Kazmaier terminò al terzo posto nella storia di Princeton con oltre 4.000 yard in attacco e 55 touchdown. La sua miglior stagione fu quella del 1951 quando fu nominato All American, vinse il Maxwell Award e l'Heisman Trophy. Nel 1960 fu premiato come giocatore del decennio della Ivy League e Time Magazine mise una sua foto in copertina. È l'ultimo vincitore dell'Heisman Trophy proveniente da un istituto dell'Ivy League. I Chicago Bears lo scelsero nel Draft NFL 1952 ma Dick declinò per iscriversi alla Harvard Business School. Dopo avere trascorso tre anni nella Marina (1955–1957) dove raggiunse il grado di tenente, fondò la Kazmaier Associated Inc, un'impresa di investimento a Concord, Massachusetts.

## Palmarès
- Heisman Trophy - 1951
- Maxwell Award - 1951
- Atleta maschile dell'anno dell'Associated Press - 1951
- College Football Hall of Fame (classe del 1966)